# Lege Geaen
De Lege Geaen (Fries voor "lage landen") is een streek in het midden van Friesland in het ingepolderde gebied van het vroegere estuarium van de Middelzee (Bordine). Deze streek wordt gekenmerkt door relatief kleine dorpen die over de eeuwen veranderd zijn van vissersdorpen in agrarische gemeenschappen, georiënteerd op met name de veehouderij. 

## Geschiedenis
Nadat diverse stormen en de daarbij behorende overstromingen het Almere hadden veranderd in een binnenzee nam het belang van de rivier de Boorne af voor het afwateren van Friesland en Drenthe en verzandde het estuarium van de Boorne, de Bordine. Diverse landontginningen werden gestart in de 13e eeuw onder aanvoeringen van de cisterciënzer kloosterordes (de Schiermonniken naar hun grijze habijt) wat leidde tot de zogenaamde Friese hempolders. Het nieuwe land bleek erg vruchtbaar en spoedig verrezen vele kloosters en veehouderijen.
Omdat de streek relatief laat ontgonnen werd hebben de dorpen zich nooit veel verder ontwikkeld dan als woonplaatsen voor boerenarbeiders en zijn ze relatief klein. Om die reden heeft de streek nooit een belangwekkende rol gespeeld in de strijd tussen de Friese landadel onderling en de grietmannen en abten van voorname kloosters tijdens de Friese twisten. Wel had vrijwel ieder dorp zijn eigen state waar een lokale adellijke familie woonde (vaak afgesplitst van invloedrijke families elders in Friesland) die als grootgrondbezitter optrad. Deze states zijn vrijwel allemaal verdwenen, alleen in Rauwerd herinneren een poort en een parkje nog aan Jongemastate.

## Ligging
De streek wordt in het noorden en noordwesten begrensd door de Zwette welke vaak gezien wordt als enige overblijfsel van de Bordine. In het oosten en zuiden door de voormalige zeedijken van de Bordine, respectievelijk de Hogedijk bij Rauwerd en de Groene Dijk van Irnsum tot Sneek. In het westen wordt de streek begrensd door de stad Sneek, meerdere stadswijken van Sneek zijn gebouwd in gebied dat van oudsher tot de Lege Geaen gerekend werd, zoals De Domp en de Stadsfenne.

## Dorpen
De streek kent diverse kleine (terp)dorpen en buurtschappen, van Noordoost naar Zuidwest als volgt genoemd: Raerd, Flansum, Engwerd, Deersum, Poppingawier, Marshorne, Terzool, De Wieren, Sijbrandaburen, Speers, Gauw, Goënga, Goëngamieden, Loënga en Offingawier. Alhoewel veel van deze dorpen ouder zijn dan de ontginning van de streek en daarvoor op terpen in het vaak overstroomde land lagen, hebben zij zich na de ontginning samen ontwikkeld tot een aparte streek met een geheel eigen karakter.
Juist de beperkte schaalgrootte van de individuele dorpen maakt dat men veel evenementen samen organiseert. Hierbij dient opgemerkt te worden dat het dorp Rauwerd, net als Irnsum, strikt genomen net buiten de Lege Geaen ligt, op of achter de Hogedijk. Maar omdat het historisch en cultureel zeer nauw verbonden is met de streek, en ook lang de hoofdzetel van de voormalige gemeente Rauwerderhem was waaronder een groot deel van de streek viel, wordt het toch in het algemeen tot de streek gerekend. Tekenend is dat het dorp bij een recente gemeentelijke herindeling koos samen met de rest van de streek bij de gemeente Súdwest-Fryslân ingedeeld te worden terwijl het vroeger meer op Leeuwarden gericht was.

## Waterhuishouding
Omdat de streek lager ligt dan het omringende land vormt het een aparte polder in het hart van Friesland. Dit is een beperking gebleken voor het ontwikkelen van het gebied voor watersport omdat de diverse vaarwegen alleen toegankelijk zijn via kleine onbemande sluizen. Ook zijn er vele vaste bruggen die het gebied ontoegankelijk maken voor grote plezierjachten. Dit is temeer jammer omdat het gebied diverse brede vaarten bezit en een directe doorvaart biedt van de Sneekertrekvaart naar het Sneekermeer via Terhorne.
Het gebied wordt door het waterschap grotendeels aangeduid als de Sneeker Oudvaartpolder en kent drie verschillende waterniveaus. Het hoogste is het buitenwaterniveau, wat het niveau is in de diverse doorgaande vaarten zoals de Sneeker Oudvaart naar Sneek en de Bangavaart naar het Sneekermeer. Ondanks de naam ligt dit niveau significant lager dan het niveau in vaarten buiten de polder. Het middenniveau is meer flexibel en is het niveau dat door de diverse boeren en landeigenaren zelf gekozen en gehandhaafd wordt, door slootjes en plassen al dan niet via een strekdam of overloop in verbinding te stellen met de tochtsloot.
Ten slotte is er nog het laagste tochtniveau waarop een tweetal diepe waterwegen gehandhaafd worden, waarop de diverse slootjes en afvoerkanalen kunnen afwateren. Deze twee waterwegen bestaan uit een in de jaren dertig van de twintigste eeuw gegraven tochtsloot en ten noorden en oosten van Rauwerd uit de rivier de Moezel welke hoogstwaarschijnlijk de oorspronkelijke loop van de Boorne vormt. Twee verschillende gemalen houden de diverse sloten en vaarten op het juiste niveau: dat bij de Gauwsterzijl welke het buitenwater op peil houdt en een tweede in Irnsum bij de Grouwsterzijl welke de tochtsloot en de Moezel leeg pompt.